# Partito Democratico Popolare (Nigeria)
Il Partito Democratico Popolare (People's Democratic Party) è un partito politico di centro-destra della Nigeria. Ha vinto le elezioni presidenziali del 1999, 2003, 2007 e 2011, ed è il partito dominante nella quarta Repubblica.
Il partito ha una posizione neoliberista sulle politiche economiche e mantiene una posizione prudente se non ostile su alcuni temi inerenti ai diritti civili, come ad esempio le relazioni tra persone dello stesso sesso.

## Risultati

### Elezioni presidenziali
| Anno | Candidato         | Voti       | %     | Esito      |
| ---- | ----------------- | ---------- | ----- | ---------- |
| 1999 | Olusegun Obasanjo | 18 738 154 | 62,78 | Eletto     |
| 2003 | Olusegun Obasanjo | 24 456 140 | 61,94 | Eletto     |
| 2007 | Umaru Yar'Adua    | 24 638 063 | 69,82 | Eletto     |
| 2011 | Goodluck Jonathan | 22 495 187 | 58,87 | Eletto     |
| 2015 | Goodluck Jonathan | 12 853 162 | 44,96 | Non eletto |
| 2019 | Atiku Abubakar    | 11 262 978 | 41,22 | Non eletto |

### Elezioni parlamentari
| Elezione | Elezione | Seggi     |
| -------- | -------- | --------- |
| 1999     | Camera   | 206 / 348 |
| 1999     | Senato   |           |
| 2003     | Camera   | 223 / 360 |
| 2003     | Senato   |           |
| 2007     | Camera   | 263 / 360 |
| 2007     | Senato   |           |
| 2011     | Camera   | 203 / 360 |
| 2011     | Senato   |           |
| 2015     | Camera   | 125 / 360 |
| 2015     | Senato   | 49 / 109  |
| 2019     | Camera   | 114 / 360 |
| 2019     | Senato   | 41 / 109  |